# Edgar Valter
Edgar Valter (* 21. September 1929 in Tallinn; † 4. März 2006 in Tartu) war einer der bedeutendsten zeitgenössischen Kinderbuchautoren, Illustratoren und Karikaturisten in Estland.

## Leben
Valter war das vierte von acht Kindern. Nach Abschluss der Mittelschule 1945 schlug er sich als Schlossergeselle, Matrose, Transportarbeiter und Drucker durch. Seit 1950 war er als freiberuflicher Künstler tätig. Er wurde 1956 Mitglied des estnischen Künstlerverbandes und 1958 Mitglied des Schriftstellerverbandes der Estnischen SSR.
Er illustrierte über 250 Bücher, die meisten davon Kinderbücher, und wurde zu einem der bekanntesten Illustratoren Estlands. Zu seinen Arbeiten gehören u. a. die estnischen Kinderbücher Naksitrallid (dt. Drei lustige Gesellen), Sipsik (dt. Flickerl / Reggi), Maari suvi (dt. Maaris Sommer) und Maja metsa ääres (dt. Das Haus am Waldrand) von Eno Raud, Triinu ja Taavi jutud (dt. Geschichten um Triinu und Taavi) von Ellen Niit, Kunksmoor (dt. Die Kunksmuhme) von Aino Pervik und Nublu (dt. Nublu) von Jaan Rannap. Hinzu kommen zahllose graphische Arbeiten, Exlibris, Film- und Theaterkulissen sowie Karikaturen.
1994 veröffentlichte er das von ihm verfasste und mit Zeichnungen versehene Kinderbuch Pokuraamat, das eines der bekanntesten estnischen Kinderbücher wurde. Ihm folgten die Bände Pokuaabits und Pokulood. Die Bücher handeln von den Pokus (estnisch Pokud), menschenähnlichen Fabelwesen, die nach einem Leben in Harmonie mit der Natur und sich selbst streben.

## Werke (Auswahl)

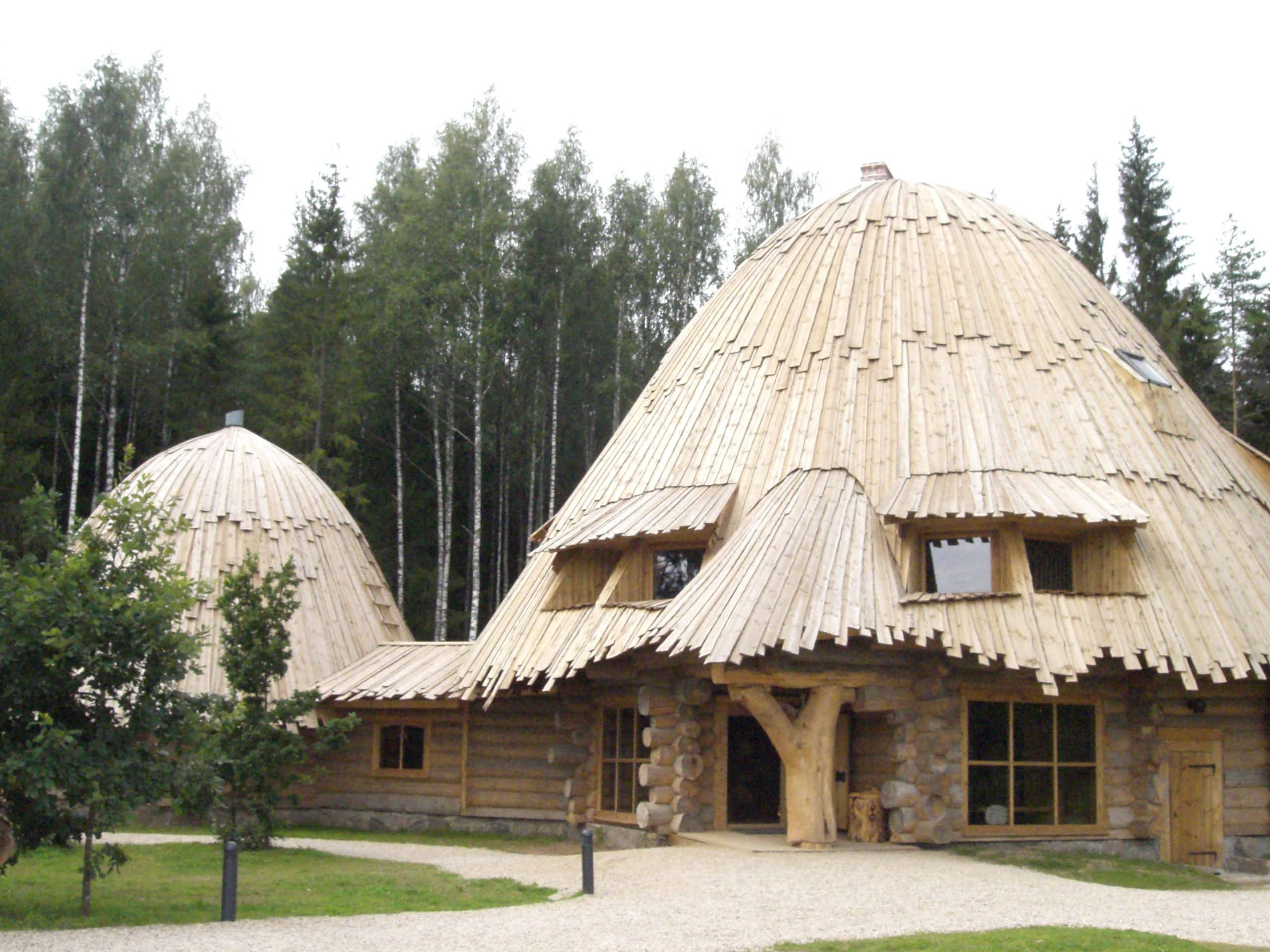
Poku Museum im Pokuland, Urvaste, Kreis Võru

- „Jahikoera memuaarid“ (1974; 2004); dt.: „Memoiren eines Jagdhundes“ (1974)
- „Pokuraamat“ (1994; 2001; 2005)
- „Ahaa, kummitab“ (1995)
- „Kassike ja kakuke“ (1995)
- „Lugu lahkest lohe Justusest ja printses Miniminnist“ (1995)
- „Kullast vilepill“ (1996)
- „Isand Tuutu ettevõtmised“ (1997)
- „Iika“ (1998)
- „Pintselsabad“ (1998)
- „Metsa pühapäev“ (1999)
- „Kuidas õppida vaatama?“ (2000)
- „Ho-ho-hoo!“ (2002)
- „Pokuaabits“ (2002)
- „Natuke naljakad pildid“ (2003)
- „Pokulood“ (2004)
- „Ikka veel kummitab“ (2005)